# Дамаска ружа
Дамаска ружа (лат. Rosa × damascena), позната понекад и као иранска, бугарска, таифска, емиратска, испаханска или кастиљска ружа, а у Босни и Херцеговини и на Балкану и као ђулбешећерка, јесте хибрид руже, добијен од галске (Rosa gallica) и мошусне руже (Rosa moschata). ДНК анализа је показала да је трећа врста, Rosa fedtschenkoana, дала генетски допринос дамаској ружи.
Цвеће је познато по свом фином мирису и комерцијално се беру за ружино уље које се користи у парфимерији и за прављење ружине водице и „ружиног бетона“. Латице цвећа су такође јестиве. Могу се користити за ароматизирање хране, као украс, као биљни чај и конзервирати у шећеру као гулканд. Дамаска ружа је национални цвет Ирана.
Дамаска ружа је 2019. године уписана на Унескову листу нематеријалног културног наслеђа као елемент сиријског културног наслеђа.

## Опис
Дамаска ружа је листопадни жбун који нарасте до 2,2 метра висок, стабљике густо наоружане чврстим, закривљеним бодљикама и чврстим чекињама. Листови су перасти, са пет (ређе седам) листића. Руже су светло до умерено ружичасте, до светло црвене. Релативно мали цветови расту у групама. Жбун има неформални облик. Сматра се важном врстом Старе руже, а такође је важна и по свом истакнутом месту у педигреу многих других врста.

### Сорте
Хибрид је подељен у две варијанте:
- Летња дамаска ружа (R. × damascena nothovar. damascena) имају кратку сезону цветања, само лети.
- Јесења дамаска ружа (R. × damascena nothovar. semperflorens) имају дужу сезону цветања, која се протеже до јесени. Иначе се не разликују од летњих.

Хибрид прованса ружа (Rosa × centifolia) је делимично изведен из дамаске руже, као и бурбонске, портландске и хибридне вечне руже.
Сорта позната као Rosa gallica forma trigintipetala или Rosa damascena 'Trigintipetala' се сматра синонимом за дамаску ружу.

## Историја
Дамаска ружа је култивисани цвет који не расте само у природи. Недавна генетска испитивања показују да је у питању хибрид галске и мошусне руже, укрштен са поленом Rosa fedtschenkoana, што указује на вероватно порекло у подножју централне Азије или Ирана.
Француски крсташ Роберт I од Дреа, који је учествовао у опсади Дамаска 1148. године у другом крсташком рату, понекад је заслужан за доношење дамаске руже из Сирије у Европу. Име руже се односи на град Дамаск у Сирији, познат по свом челику, тканинама и ружама.
Други извештаји наводе да су је стари Римљани донели у своје колоније у Енглеској, а трећи извештај је да је лекар краља Хенрија VIII, по имену Томас Линакер, поклонио једну дамаску ружу краљу око 1540. године. Ова последња тврдња је сумњиве истинитости јер је Линакер умро 1524. године, 16 година пре него што је ружа унета у краљевски врт.
Постоји историја производње мириса у провинцији Кабул у Авганистану од дамаске руже. Учињен је покушај да се ова индустрија обнови као алтернатива за фармере који производе опијум.
Цвет, познат на хавајском као локелани, је званични цвет острва Мауи.
Нирад Чаудури, бенгалски писац, подсећа да га хиндуси у источном Бенгалу нису гајили јер се на њега „гледало као на исламски цвет“.

## Култивација
Дамаска ружа се оптимално гаји у редовима живе ограде, како би се заштитили цветови од оштећења ветром и олакшала њихова берба. У Бугарској се дамаске руже гаје у дугим живим оградама, док су у Турској појединачне биљке размакнуте дуж ровова. Сакупљање цвећа је интензиван ручни рад. Период бербе ружа зависи од временских услова и локације: између месец дана у хладнијим условима или само 16-20 дана у топлијим сезонама.

## Ружино уље
Иран, Бугарска и Турска су главни произвођачи ружиног уља из различитих сорти дамаских ружа. Француска и Индија такође значајно доприносе светском тржишту.
Узгој "бугарске руже" као дамаска ружа развијен је још од римског доба. Гаји се за комерцијалну употребу у области у близини Казанлака и Карлова у Бугарској која се зове „Долина ружа“. Дестилат од ових ружа назива се „уље бугарске руже“ и „ото бугарске руже“. Док породице и даље воде своје мале дестилерије и производе оно што се назива „сеоско уље“, комерцијализацију ружиног уља као производа високог квалитета пажљиво регулише државна задруга у региону Испарта у Турској. Руже се и даље узгајају на малим породичним газдинствима, али се цвеће доноси у преградне коморе које је основала и регулисала задруга за дестилацију и контролу квалитета.

## Кулинарска употреба
Дамаске руже се користе у кувању као арома или зачин. Оне су састојак мешавине зачина под називом ras el hanout. Ружина вода и руже у праху се користе у блискоисточној и индијској кухињи. Ружина водица се често посипа по јелима од меса, док се прах руже додаје у сосове. Пилетина са ружом је популарно јело у блискоисточној кухињи. Цели цветови или латице се такође користе у биљном чају zuhurat. Најпопуларнија употреба је, међутим, за ароматизирање десерта као што су сладолед, џем, ратлук, пудинг од пиринча, јогурт итд.
Вековима је дамаска ружа симболизовала лепоту и љубав. Мирис руже је ухваћен и сачуван у облику ружине водице методом која се може пратити до античких времена на Блиском истоку, а касније и на индијском потконтиненту.
Модерна западна кухиња не користи много руже или ружину воду. Међутим, био је популаран састојак у древним временима и наставио је да буде популаран све до ренесансе. Најчешће се користио у десертима, а још увек је укус традиционалних десерта као што су марципан или турон. Дамаска ружа као састојак у кувању доживела је извесно оживљавање ради телевизијског кувања у двадесет првом веку.